# 矢上町
矢上町（やかみまち）は、島根県邑智郡にあった町。現在の邑智郡邑南町の一部にあたる。

## 地理
濁川の上流域、於保知盆地に位置していた。

## 歴史
- 1889年（明治22年）4月1日、町村制の施行により、邑智郡矢上村が単独で村制施行し、矢上村が発足[1][2]。
- 1900年（明治33年）矢上銀行設立[1]。
- 1907年（明治40年）3月、矢上郵便局開設[1]。
- 1909年（明治42年）矢上信用販売購買組合設立[1]。
- 1941年（昭和16年）10月、矢上銀行山陰合同銀行と合併[1]。
- 1947年（昭和22年）12月28日、町制施行し矢上町となる[1][2]。
- 1955年（昭和30年）4月15日、邑智郡井原村、中野村、日貫村、日和村と合併し、邑智郡石見町を新設して廃止された[1][2]。

### 地名の由来
かつて稲羽八上姫がいたため八上と称されたことから。

## 産業
- 農業、製鉄[1]。

## 教育
- 1947年（昭和22年）矢上中学校開校[1]。
- 1948年（昭和23年）町立矢上実業学校が島根県立矢上高等学校に改組[1]。